# Rozszerzenie Unii Europejskiej

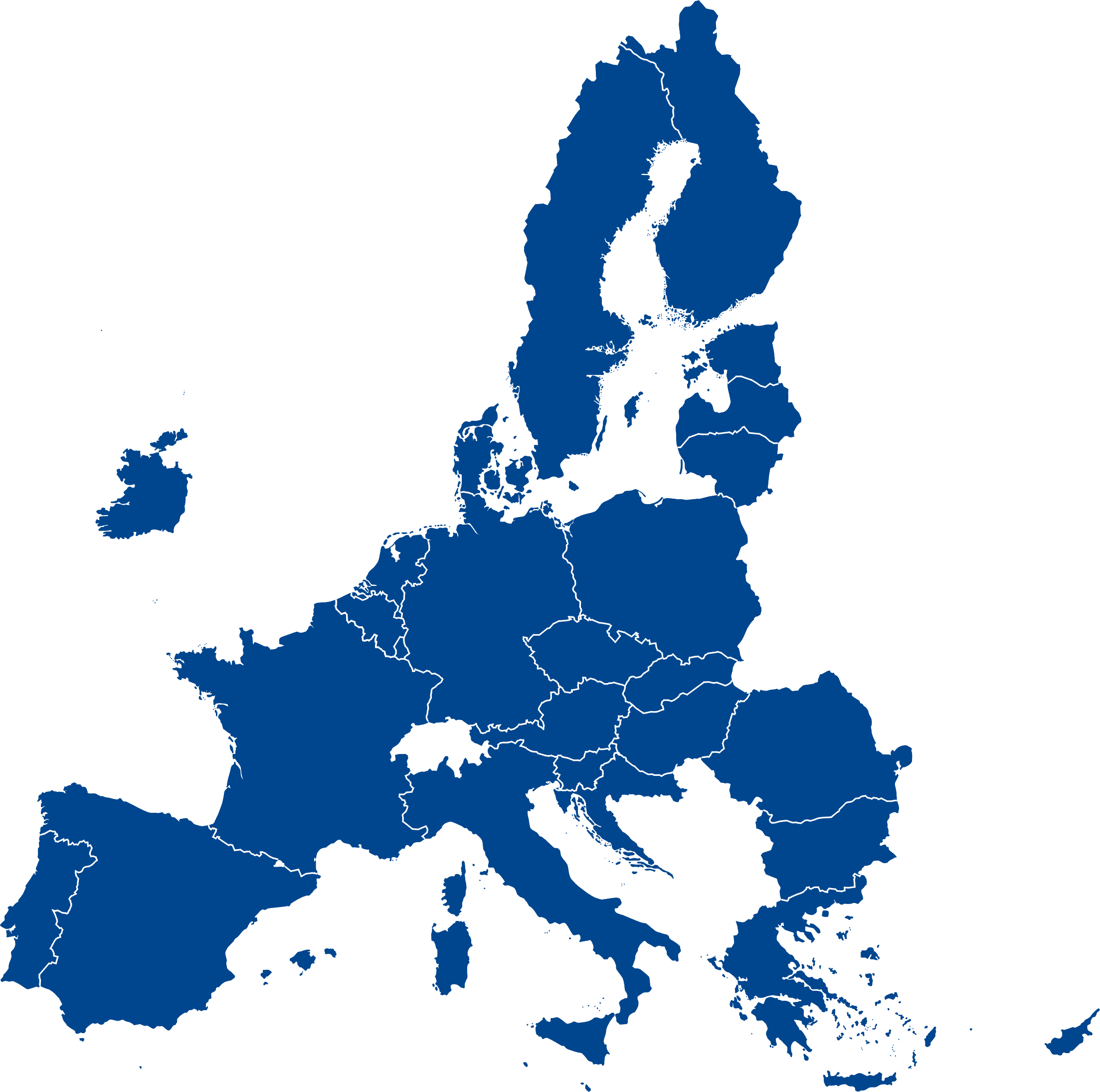
Unia Europejska (stan na 1 lutego 2020 roku)

Rozszerzanie najpierw wspólnot europejskich, a od 1992 roku Unii Europejskiej, jest zjawiskiem dynamicznym, nieustannie trwającym. Do powołanej 1 stycznia 1958 roku, na podstawie traktatów rzymskich, Wspólnoty Europejskiej dołączały kolejne państwa Europy. Pierwszy etap rozszerzania miał miejsce w 1973 i objął Danię, Irlandię oraz Wielką Brytanię. Podczas drugiego rozszerzenia, w 1981, do Wspólnoty Europejskiej dołączyła Grecja, podczas trzeciego, w 1986, Hiszpania i Portugalia. Z chwilą podpisania przez dotychczasowe kraje członkowskie Traktatu o Unii Europejskiej kolejne państwa wstępowały już do Unii Europejskiej. W 1995 dołączyły Austria, Finlandia i Szwecja.
Aby dołączyć do Unii Europejskiej, państwo musi spełnić określone warunki gospodarcze i polityczne, tak zwane kryteria kopenhaskie. Jak zapisano w traktacie z Maastricht, wszystkie kraje członkowskie oraz Parlament Europejski muszą zgodzić się na każde rozszerzenie wspólnoty.
Podstawą prawną polityki rozszerzenia Unii Europejskiej jest artykuł 49 Traktatu o Unii Europejskiej, który stanowi, że każde państwo europejskie, które szanuje wartości UE, o których mowa w artykule 2 Traktatu oraz zobowiązuje się do wspierania ich, może się ubiegać o członkostwo w Unii.
W historii UE mówi się o sześciu rozszerzeniach, z których największe miało miejsce 1 maja 2004, gdy do wspólnoty dołączyło dziesięć państw: Cypr, Czechy, Estonia, Litwa, Łotwa, Malta, Polska, Słowacja, Słowenia i Węgry. Norwegowie dwukrotnie, w latach 1972 i 1994, sprzeciwili się akcesji i do tej pory do niej nie doszło.
Po kolejnym rozszerzeniu, w roku 2007, liczba członków Unii Europejskiej wzrosła do 27 – do wspólnoty dołączyły Rumunia i Bułgaria. W roku 2013 do Unii Europejskiej dołączyła Chorwacja. Trwają także negocjacje z innymi krajami. Proces rozszerzeń jest często nazywany integracją europejską, jednak terminu tego używa się również w odniesieniu do zacieśniania współpracy między państwami należącymi do UE.
O północy z 31 stycznia na 1 lutego 2020 r. Wielka Brytania, jako pierwsze państwo członkowskie, opuściła Unię Europejską.

## Historia rozszerzeń

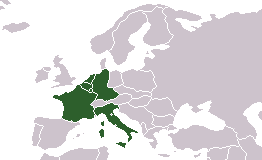
1952–1958 – państwa założycielskie: Belgia, Francja, Holandia, Luksemburg, RFN, Włochy

| Rok  | Dzień/Miesiąc  | Wydarzenie |
| ---- | -------------- | --- |
| 1950 | 9 maja         | Francuski minister spraw zagranicznych Robert Schuman zaprezentował swoją propozycję zjednoczenia Europy – plan Schumana – wydarzenie to jest początkiem integracji europejskiej, który ostatecznie doprowadził do utworzenia Unii Europejskiej. |
| 1952 | 23 lipca       | Na mocy traktatu paryskiego powołana została Europejska Wspólnota Węgla i Stali (EWWiS). Krajami założycielskimi były: Belgia, Francja, Holandia, Luksemburg, Republika Federalna Niemiec oraz Włochy.                                           |
| 1958 | 1 stycznia     | Na mocy traktatów rzymskich kraje EWWiS założyły Europejską Wspólnotę Gospodarczą (EWG), przekształconą później we Wspólnotę Europejską (WE), oraz Europejską Wspólnotę Energii Atomowej (Euratom).                                              |
| 1973 | 1 stycznia     | Pierwsze rozszerzenie – Wielka Brytania, Dania i Irlandia dołączyły do WE. |
| 1981 | 1 stycznia     | Drugie rozszerzenie – Grecja dołączyła do WE. |
| 1985 | 1 lutego       | Samorządna od 1979 roku Grenlandia opuściła WE. |
| 1986 | 1 stycznia     | Trzecie rozszerzenie – Hiszpania i Portugalia dołączyły do WE. |
| 1990 | 3 października | Zjednoczenie Niemiec – ziemie byłej NRD zostały włączone do RFN. |
| 1993 | 1 listopada    | Formalne powstanie Unii Europejskiej |
| 1995 | 1 stycznia     | Czwarte rozszerzenie – Austria, Finlandia oraz Szwecja dołączyły do Unii Europejskiej. W Norwegii i Szwajcarii obywatele opowiedzieli się przeciw członkostwu w Unii Europejskiej.                                                               |
| 2004 | 1 maja         | Piąte rozszerzenie – Cypr, Czechy, Estonia, Litwa, Łotwa, Malta, Polska, Słowacja, Słowenia oraz Węgry dołączyły do Unii Europejskiej. Jest to największe rozszerzenie w jej historii.                                                           |
| 2007 | 1 stycznia     | Szóste rozszerzenie – Bułgaria i Rumunia dołączyły do Unii Europejskiej. |
| 2007 | 22 lutego      | W wyniku podziału Gwadelupy powstały dwa osobne terytoria zależne Francji: Saint-Martin i Saint-Barthélemy, które przestały być częściami Unii Europejskiej.                                                                                     |
| 2009 | 1 grudnia      | W dniu wejścia w życie traktatu lizbońskiego, Saint-Martin i Saint-Barthélemy ponownie stały się częściami Unii Europejskiej. |
| 2012 | 1 stycznia     | Saint-Barthélemy przestało być częścią Unii Europejskiej. |
| 2013 | 1 lipca        | Siódme rozszerzenie – Chorwacja wstąpiła do Unii Europejskiej. |
| 2014 | 1 stycznia     | Majotta stała się regionem najbardziej oddalonym i jednocześnie weszła w skład Unii Europejskiej. |

## Etapy rozszerzania Unii Europejskiej

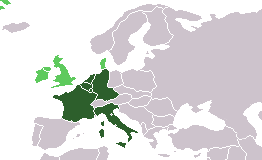
1973 – pierwsze rozszerzenie: Dania, Irlandia, Wielka Brytania

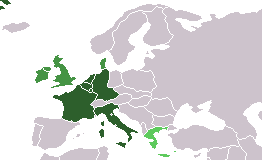
1981 – drugie rozszerzenie: Grecja

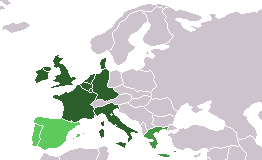
1986 – trzecie rozszerzenie: Hiszpania i Portugalia, Grenlandia odchodzi w 1975

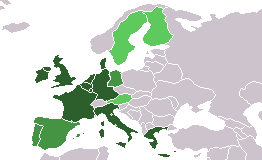
1995 – czwarte rozszerzenie: Austria, Finlandia, Szwecja

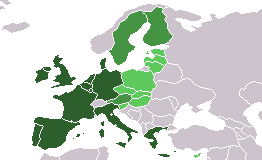
2004 – piąte rozszerzenie: Cypr, Czechy, Estonia, Litwa, Łotwa, Malta, Polska, Słowacja, Słowenia, Węgry

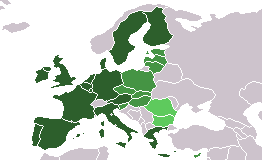
2007 – szóste rozszerzenie: Bułgaria, Rumunia

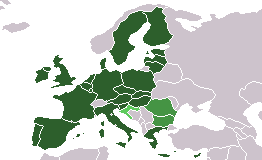
2013 – siódme rozszerzenie: Chorwacja

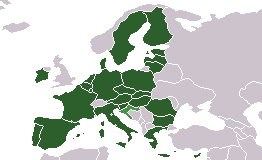
2020 – Wielka Brytania odchodzi

Daty złożenia wniosków akcesyjnych i przystąpienia do Wspólnoty.
| Kraj                                                  | Data złożenia wniosku | Data wstąpienia |
| ----------------------------------------------------- | --------------------- | --------------- |
| Albania                                               | 2009                  | –               |
| Austria                                               | 1989                  | 1995            |
| Bośnia i Hercegowina                                  | 2016                  | –               |
| Bułgaria                                              | 1995                  | 2007            |
| Czarnogóra                                            | 2008                  | ?               |
| Chorwacja                                             | 2003                  | 2013            |
| Cypr                                                  | 1990                  | 2004            |
| Czechy                                                | 1995                  | 2004            |
| Dania                                                 | 1961, 1967            | 1973            |
| Estonia                                               | 1995                  | 2004            |
| Finlandia                                             | 1992                  | 1995            |
| Grecja                                                | 1975                  | 1981            |
| Hiszpania                                             | 1977                  | 1986            |
| Irlandia                                              | 1961, 1967            | 1973            |
| Islandia                                              | 2009                  | ?               |
| Litwa                                                 | 1995                  | 2004            |
| Łotwa                                                 | 1995                  | 2004            |
| Macedonia Północna                                    | 2004                  | –               |
| Malta                                                 | 19901995              | 2004            |
| Maroko                                                | 1987                  | –               |
| Norwegia                                              | 1961, 1967            | –               |
| NRD                                                   | –                     | 1990            |
| Polska                                                | 1994                  | 2004            |
| Portugalia                                            | 1977                  | 1986            |
| Rumunia                                               | 1995                  | 2007            |
| Serbia                                                | 2009                  | ?               |
| Słowacja                                              | 1995                  | 2004            |
| Słowenia                                              | 1996                  | 2004            |
| Szwajcaria                                            | 1992                  | –               |
| Szwecja                                               | 1991                  | 1995            |
| Turcja                                                | 1987                  | ?               |
| Węgry                                                 | 1994                  | 2004            |
| Wielka Brytania (opuściła wspólnotę 1 lutego 2020 r.) | 1961, 1967            | 1973            |